# 韓國門事件
韓國門事件 （英語：Koreagate），又称“韓國門醜聞”，是指1976年10月，在美国华盛顿的韓國商人朴东宣和其它代理人向美国国会议员行贿，以期取得美国优先考虑对韓军事和经济支持。韓國中央情報部（即今天的“韓國國家情報院”）也卷入其中。:262
此名稱係出於水門事件而來。